# Oleg Grishkin
Oleg Grishkin, nacido el 10 de febrero de 1975 en Moscú, es un ciclista ruso ya retirado. En la actualidad es director deportivo del equipo RusVelo.

## Palmarés
2002
- Gran Premio Tallin-Tartu
- Campeonato de Rusia en Ruta

2003
- Gran Premio de la Villa de Rennes
- Tour del Mar de la China Meridional, más 4 etapas
- 1 etapa del Tour de Beauce

2007
- 1 etapa del Tour de Beauce